# 繩文杉

繩文杉

繩文杉，是日本屋久島上的神木，可從屋久島荒川口登山口步行約4小時到達，目前為保護神木，周圍已圍起不得靠近。
繩文杉是1966年由屋久町觀光課課長岩川貞次發現並介紹給大眾的，當時本來要命名為大岩杉，後來經過學者鑑定年齡在7000年以上，為日本繩文時代時期，因此定名為繩文杉，另有一說是因為樹根造型與繩文土器相似而得名。繩文杉是杉科植物—日本柳杉。
繩文杉的最大樹幹周長為16.1公尺，樹高有30公尺，可確定推測的樹齡超過3000年以上（另有一說為2500年），然而實際樹齡多少年，目前學者仍有爭議，在不少觀光資料上寫為7200年並不是準確的數字，有大部份學者認為6000年是比較接近的數字，此說是因為屋久島地質顯示在約6300年前曾發生火山爆發，繩文杉的位置就位於火山口附近，因此年齡不可能達7200年。
過去量測神木的年齡除有以樹周長計算，還可以用樹木的年輪來推算，但是繩文杉的外表凹凸不平，內部又相當厚實沒有空洞，在年齡推斷上一直都是預估的，沒有辦法相當準確。

## 外部連結
- Trail to Jomon cedar, Yakushima, Kagoshima-ken （页面存档备份，存于）, image gallery

30°21′39″N 130°31′54″E / 30.36083°N 130.53167°E